# Hôpital militaire de Vračar
L'hôpital militaire de Vračar (en serbe cyrillique : Војна болница на Врачару ; en serbe latin : Vojna bolnica na Vračaru) est situé à Belgrade, la capitale de la Serbie, dans la municipalité urbaine de Savski venac. Construit entre 1904 et 1909, il est inscrit sur la liste des biens culturels de la Ville de Belgrade.

## Présentation
L'hôpital militaire, situé 2 rue Pasterova, a été construit entre 1904 et 1909 selon les plans de l'architecte Danilo Vladisavljević. À l'époque de la construction, l'agencement des divers pavillons et leur disposition relative dans des parcs et jardins représentaient une conception moderne d'architecture appliquée et d'urbanisme. La conception fonctionnelle a été pensée selon les consignes des services sanitaires, tels qu'ils fonctionnaient au début du XXe siècle et l'ensemble était considéré, à l'époque, comme l'hôpital le plus avancé des Balkans.
Sur le plan architectural, tous les pavillons relèvent du style néoromantique, particulièrement lisible dans le bâtiment administratif.
L'hôpital revêt une grande importance sur le plan historique, par le rôle qu'il a joué dans les Guerres des Balkans et au cours de la Première Guerre mondiale, notamment en tant qu'institution médicale animée par des médecins renommés ; il a également joué un rôle important dans le développement des services médicaux en Serbie et à Belgrade et, sur le plan éducatif, a constitué le noyau de la Faculté de médecine de l'université de Belgrade.